# Radava
Radava es un municipio del distrito de Nové Zámky en la región de Nitra, Eslovaquia, con una población estimada a final del año 2024 de 740 habitantes.
Se encuentra ubicado al sur de la región, cerca de los ríos Nitra y Hron (cuenca hidrográfica del Danubio) y de la frontera con Hungría.

## Demografía
| Año        | 1994 | 2004     | 2014    | 2024    |
| ---------- | ---- | -------- | ------- | ------- |
| Población  | 960  | 853      | 778     | 740     |
| Diferencia |      | −11,14 % | −8,79 % | −4,88 % |

| Año        | 2023 | 2024    |
| ---------- | ---- | ------- |
| Población  | 737  | 740     |
| Diferencia |      | +0,40 % |